# Hanchinal, Sindgi
Hanchinal là một làng thuộc tehsil Sindgi, huyện Bijapur, bang Karnataka, Ấn Độ.